# Karl August Baumeister
Karl August Baumeister (* 24. April 1830 in Hamburg; † 22. Mai 1922 in München) war ein deutscher Schulpädagoge und Schriftsteller.

## Leben
Der Sohn eines Überseekaufmanns aus Hildesheim besuchte das Gymnasium in Wolfenbüttel (1840–48) und studierte 1848–52 in Göttingen und Erlangen Philologie. Während seines Studiums wurde er 1848/49 Mitglied der Progress-Burschenschaft Hercynia Göttingen. Nach seinem Abschluss machte er eine Bildungsreise 1853–55 nach Griechenland, Kleinasien, Italien und Frankreich. Anschließend arbeitete er im höheren Schuldienst: 1855 am Blochmannschen Institut in Dresden, 1856 am Collège Français in Berlin, dann in Elberfeld, Lübeck, Gera und Halberstadt.
Als Regierungsrat 1871 nach Straßburg berufen, gestaltete Baumeister dort das höhere
Schulwesen Elsaß-Lothringens nach deutschem Vorbild, wurde Ministerialrat, aber
1882 vom neuen Statthalter, Feldmarschall Edwin von Manteuffel, abberufen.
Als Schriftsteller in München verwertete er die 1881 von Georg Meisenbach erfundene Autotypie für sein riesiges Abbildungswerk antiker Bauten, Statuen und Gebrauchsgegenstände. Der gemäßigte Herbertianer Baumeister gab ein pädagogisches Handbuch für höhere Schulen heraus, das dort eine pädagogisch-didaktische Wende mit einleitete.

## Schriften (Auswahl)
- Die Aufgabe der Burschenschaft, Göttingen 1852 Digitalisat
- Homeri Batrachomyomachia, Leipzig 1852
- Homeri Hymni, Leipzig 1860
- Kulturbilder aus Griechenlands Religion und Kunst, 1865

- Hrsg.: Denkmäler des klassischen Altertums zur Erläuterung des Lebens der Griechen und Römer in Religion, Kunst und Sitte, 3 Bde. mit 2400 Abb., Oldenbourg, München 1884–88
- Hrsg.: Handbuch der Erziehungs- und Unterrichtslehre für höhere Schulen, 4 Bde., Beck, München 1894–98
  - 1. Bd. (zus. m. Theobald Ziegler): Geschichte der Pädagogik, 1894 u. ö.